# 拉漢 (尼泊爾)

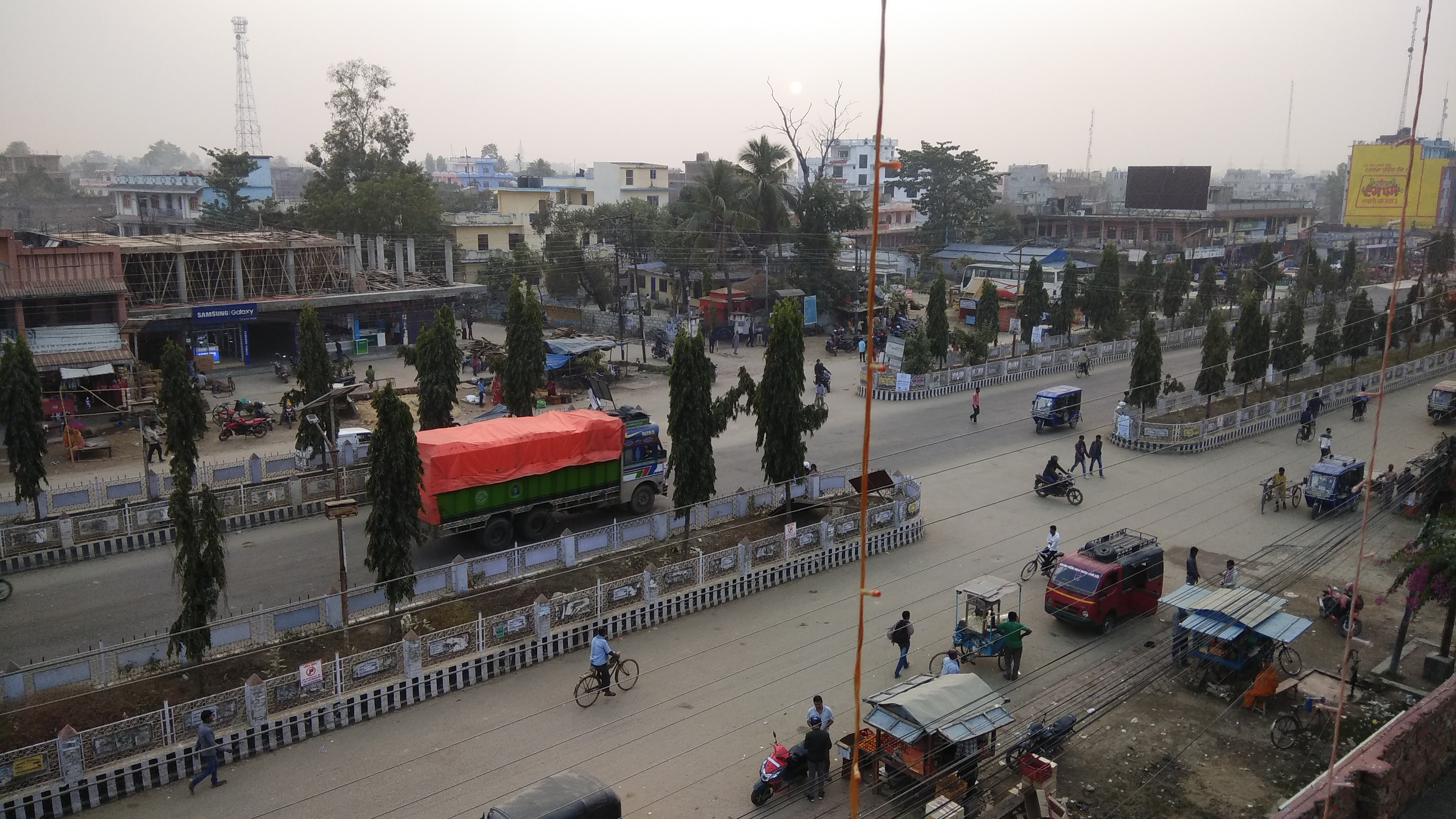
拉漢

拉漢（लहान）是尼泊爾的城鎮，位於該國東南部，處於首都加德滿都東南約160公里，由馬德什省負責管轄，毗鄰與印度接壤的邊境，海拔高度120米，2011年人口33,653。

## 外部連結
- UN map of the municipalities of  Siraha District （页面存档备份，存于）